# Tribunal Administrativo e Fiscal de Castelo Branco

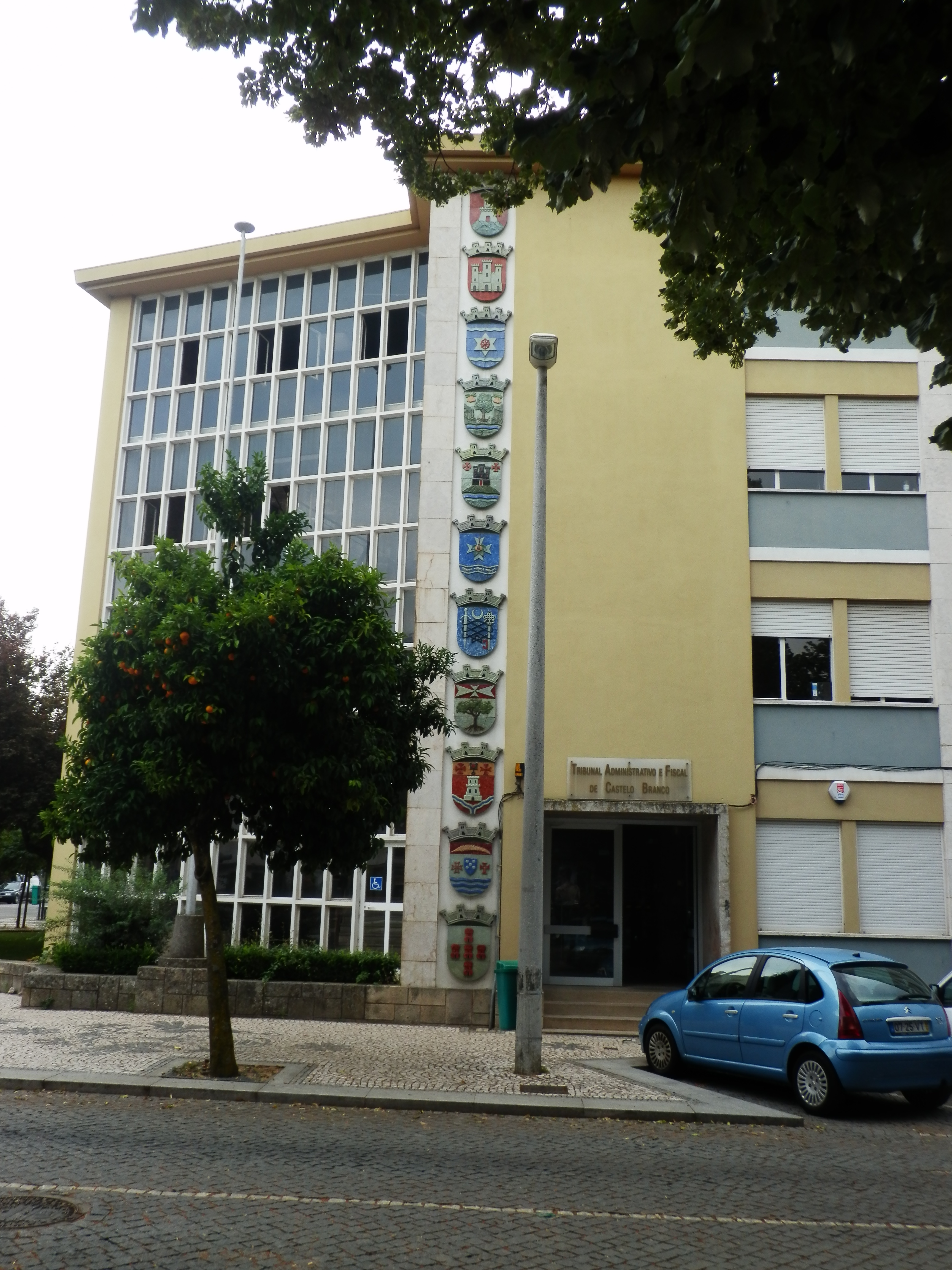
Sede do Tribunal Administrativo e Fiscal de Castelo Branco.

O Tribunal Administrativo e Fiscal de Castelo Branco é um tribunal português, sediado em Castelo Branco, pertencente à jurisdição administrativa e tributária.
Este tribunal tem jurisdição sobre os seguintes municípios:
- Do distrito de Castelo Branco: 
  - Castelo Branco (sede)
  - Belmonte
  - Covilhã
  - Fundão
  - Idanha-a-Nova
  - Sertã
  - Oleiros
  - Penamacor
  - Proença-a-Nova
  - Vila de Rei
  - Vila Velha de Ródão
- Do distrito da Guarda: 
  - Guarda
  - Aguiar da Beira
  - Almeida
  - Celorico da Beira
  - Figueira de Castelo Rodrigo
  - Fornos de Algodres
  - Gouveia
  - Manteigas
  - Mêda
  - Pinhel
  - Sabugal
  - Seia
  - Trancoso
  - Vila Nova de Foz Côa
- Do distrito de Portalegre: 
  - Portalegre
  - Alter do Chão
  - Arronches
  - Avis
  - Campo Maior
  - Castelo de Vide
  - Crato
  - Elvas
  - Fronteira
  - Gavião
  - Marvão
  - Monforte
  - Nisa
  - Ponte de Sor
  - Sousel

O Tribunal Administrativo e Fiscal de Castelo Branco está integrado na área de jurisdição do Tribunal Central Administrativo Sul.